# Bajtai András
Bajtai András (Szeged, 1983. december 3. –) magyar költő, újságíró.

## Tanulmányai
Dr. Bajtai Sándor (1955–) orvos és Csanádi Judit (1963–) első gyermekeként született. Egy testvére van, Judit (1985–). Gyerekkorát Pakson töltötte.
Általános iskolás korában kezdett el verseket írni. Középiskolásként háromszor vett részt a sárvári Diákírók, Diákköltők Országos Találkozóján, ahol vers kategóriában 2000-ben dicséretet, 2001-ben ezüst, 2002-ben pedig arany oklevelet nyert. 2000-ben a keszthelyi Újkori Középiskolás Helikoni Ünnepségeken irodalom kategóriában ezüst oklevelet szerzett, 2002-ben pedig az irodalom kategória fődíját nyerte meg verseivel. 2002-ben érettségizett a paksi Vak Bottyán Gimnáziumban, irodalmi eredményeiért ballagáskor Vak Bottyán Gimnáziumért Emlékéremmel jutalmazták.
2002 és 2008 között az Eötvös Loránd Tudományegyetem Bölcsészettudományi Karának magyar nyelv és irodalom, illetve összehasonlító irodalomtudomány szakos hallgatója volt.

## Irodalmi pályafutása
16 éves korában 1999-ben jelent meg első verse a Napútban, 2001-től publikál rendszeresen irodalmi folyóiratokban. Verseit azóta többek közt a Holmi, az Alföld, az Élet és Irodalom, a Kalligram, a Népszabadság, a Bárka, a Forrás, a Szépirodalmi Figyelő, a Mozgó Világ, a Tiszatáj, a Műút, a Parnasszus, a Magyar Napló, a Hitel, az Irodalmi Szemle, a Helikon, a Tempevölgy, a Hévíz, az Új Forrás, a Prae, az Irodalmi Jelen, az Ex Symposion, a Híd, a Szkholion, a Liget, a Csillagszálló, az Árgus, az Új Holnap és a Spanyolnátha közölte. Alapító tagja volt 2005 és 2009 között a Telep Csoportnak. 2005 óta tagja a József Attila Körnek, 2008 óta pedig a Szépírók Társaságának, illetve a Magyar Irodalmi Szerzői Jogvédő és Jogkezelő Egyesületnek. 2012 óta a Lelkigyakorlatok világirodalmi versblog alapító szerkesztője Sirokai Mátyással közösen, akivel a VS.hu Beat Hotel című irodalmi dossziéjának cikkeit is jegyzi, illetve akivel Saját Holmi címmel online versantológiát állított össze a Holmi folyóirat huszonöt évfolyamából, továbbá 2013 és 2017 között együtt vezették a Fiatal Írók Szövetsége Kömény nevű líraműhelyét.
Első verseskötete Az átlátszó város címmel 2006-ban jelent meg a Parnasszus Könyvek Új vizeken című sorozatának 28. köteteként, második verseskötete pedig Betűember címmel 2009-ben a JAK-füzetek 157. köteteként látott napvilágot a József Attila Kör és a Prae.hu gondozásában. 2011-ben sok más költővel együtt szerepelt Sarlós Dávid versmob 0411 című dokumentumfilmjében, és ugyanebben az évben elnyerte a Nemzeti Kulturális Alap egyéves alkotói ösztöndíját, 2013-ban pedig Móricz Zsigmond-ösztöndíjat kapott.
Harmadik verseskötete Kerekebb napok címmel jelent meg 2014-ben a Kalligram Könyvkiadó gondozásában, amiért ugyanebben az évben Horváth Péter irodalmi ösztöndíjra jelölték, ahol bejutott a kuratórium (Keresztury Tibor, Esterházy Péter, Szilasi László) által három legjobbnak ítélt végső jelölt közé. 2015-ben a balatonfüredi Salvatore Quasimodo Nemzetközi Költőversenyen Néri Szent Fülöp sírjánál című versét oklevéllel jutalmazta a zsűri, illetve John Glenday skót költő Undark című versének fordításáért Versum-díjra jelölték. 2019-ben Versum-díjat kapott Robert Bly Őszi nyugtalanság című versének fordításáért. 2021-ben Babits Mihály műfordítói ösztöndíjat kapott.
Verseit német, portugál, lengyel, bolgár, román és szlovák nyelvre is lefordították.

## Újságírás
Társszerzőként közreműködött egy Robin Williams életéről és pályafutásáról szóló könyv megírásában, amely 2014-ben jelent meg a Duna Könyvklub gondozásában. 2008 és 2011 között a Femina.hu szerkesztője és újságírójaként, 2012 és 2014 között pedig a Femcafe.hu vezető szerkesztőjeként dolgozott. 2014 és 2016 között szabadúszó újságíró, többek között a HVG Extra, a VS.hu és a Könyvjelző magazin állandó szerzője volt. Cikkeit továbbá a Player.hu, a Líra Könyvklub, a Filmvilág, a Prizma, a Filmhu, a Prae.hu, a KönyvesBlog, a Litera, a Geekz és a life-style.hu közölte. 2016-ban és 2017-ben a Femina.hu főállású újságírójaként dolgozott. 2018 decembere óta a Szépművészeti Múzeumban dolgozik. 2020 és 2022 között a 168 Óra és az 1749.hu online világirodalmi magazin állandó külsős szerzője volt.

## Művei

### Önálló könyvei
- Az átlátszó város; versek, Tipp Cult, Budapest, 2006 (Parnasszus könyvek, Új vizeken)
- Betűember; versek, József Attila Kör–Prae.hu, Budapest, 2009 (JAK-füzetek)
- Kerekebb napok; versek, Kalligram Könyvkiadó, Budapest, 2014

### Antológiák

#### Magyar nyelvű antológiák
- Turczi István (szerk.): PENdrive antológia 1-2., Magyar PEN Club, Budapest, 2024, ISBN 9786156580023
- Szegő János (szerk.): Szép versek 2020–2021, Magvető, Budapest, 2021, ISBN 9770586378213
- Vass Norbert, Vincze Ferenc (szerk.): Eronim Mox: Receptek végnapokra, Szépirodalmi Figyelő Alapítvány, Budapest, 2021, ISBN 9786158167178
- Zsille Gábor (szerk.): A századelő költészete, Magyar Napló, Budapest, 2018, ISBN 9786155721298
- Péczely Dóra (szerk.): Szívlapát – Kortárs versek 16 éven felülieknek, Tilos az Á Könyvek, Budapest, 2017, ISBN 9789634102892
- Szegő János (szerk.): Szép versek 2017, Magvető, Budapest, 2017 ISBN 9770586378176
- Szegő János (szerk.): Szép versek 2016, Magvető, Budapest, 2016 ISBN 9770586378169
- Kele Dóra (szerk.): InstaVers antológia, Athenaeum, Budapest, 2016, ISBN 9789632935430
- Szegő János (szerk.): Szép versek 2015, Magvető, Budapest, 2015, ISBN 9770586378350
- Cserna-Szabó András, Szálinger Balázs (szerk.): Hévíz irodalmi antológia 2012–2014, Magvető, 2015, ISBN 9789631432435
- Szegő János (szerk.): Szép versek 2014, Magvető, Budapest, 2014, ISBN 9770586378008
- Szegő János (szerk.): Szép versek 2013, Magvető, Budapest, 2013, ISBN 9770586378138
- Péczely Dóra (szerk.): Szép versek 2012, Magvető, Budapest, 2012, ISBN 9770586378121
- Péczely Dóra (szerk.): Szép versek 2011, Magvető, Budapest, 2011, ISBN 9789631429329
- Péczely Dóra (szerk.): Szép versek 2010, Magvető, Budapest, 2010, ISBN 9789631428186
- Keresztesi József (szerk.): Telep-antológia, Scolar, Budapest, 2009, ISBN 9789632441009
- Péczely Dóra (szerk.): Szép versek 2009, Magvető, Budapest, 2009, ISBN 9789631427202
- Vass Tibor (szerk.): HogyÖt – Az ötéves Spanyolnátha művészeti folyóirat antológiája, Példa Képfőiskola Kortárs Művészeti Alapítvány, Hernádkak, 2009, ISBN 9789638845238
- Háy János (szerk.): Szép versek 2008, Magvető, Budapest, 2008, ISBN 9789631426427
- Kabai Lóránt (szerk.): Egészrész – Fiatal költők antológiája, József Attila Kör, L’Harmattan, Budapest, 2007, ISBN 9789638730725
- Szentmártoni János (szerk.): Az év versei 2007, Magyar Napló, Budapest, 2007, ISBN 9789639603486
- Szentmártoni János (szerk.): Az év versei 2006, Magyar Napló, Budapest, 2006, ISBN 9789639603240
- Gutai István (szerk.): Kézírás – A paksi Pákolitz István Városi Könyvtár fennállásának 50. évfordulójára, Paksi Pákolitz István Városi Könyvtár, Paks, 2003, ISBN 9632121481
- Kárpáti Kamil (szerk.): Kövek szülnek virágot, Stádium, Budapest, 2002, ISBN 9639156299

#### Idegen nyelvű antológiák
- Mihók Tamás (szerk.): Către saturn, înot – tineri poeți din Ungaria, Max Blecher, Bukarest, 2021, ISBN 9786068577876
- Kalász Orsolya, Peter Holland (szerk.): Dies wird die Hypnose des Jahrhunderts – Ungarische Lyrik der Gegenwart, Klak Verlag, Berlin, 2019, ISBN 9783948156046

## Díjak, ösztöndíjak
- 2011: Nemzeti Kulturális Alap egyéves alkotói ösztöndíj
- 2013: Móricz Zsigmond-ösztöndíj
- 2014: Horváth Péter irodalmi ösztöndíj (jelölés, shortlist)
- 2015: Versum-díj (jelölés)
- 2019: Versum-díj
- 2021: Babits Mihály műfordítói ösztöndíj

## Interjúk
- „A vers emeljen fel, tépjen darabokra” – Bajtai András jó és rossz kritikákról, Kultúra.hu, 2022. november 17.
- Belső közlés, 271. adás Műsorvezető: Szegő János. Szerkesztő: Pályi Márk, Klubrádió, 2021. március 8.
- Mint egy utazás: A „Juhász Ferenc 90” című konferencián elhangzott beszélgetés szerkesztett változata, Irodalmi Szemle, 2019/7-8
- Alapjáraton megrögzött lírai alkat vagyok, Irodalmi Centrifuga, 2015. március 19.
- De a lassú élet titkát is szeretném megtudni, Litera, 2015. február 2.
- A Betűember a szavadba vág, Kortárs Online, 2014. december 1.
- Harmadik típusú találkozások a szívben, Prae.hu, 2014. augusztus 10.
- Cserjés Katalin, Nagy Tamás (szerk.): Énekelt, és táncolt mint egy szatír – nem szűnő párbeszédben, Országos Hajnóczy-konferencia 2011, Hajnóczy-tanulmányok IV., Lectum Kiadó, Szeged, 2012, ISBN 9789639640399
- Bajtai Andrást kérdeztük paráról, telepről, továbblépésről, Bárka Online, 2009. november 5.

## Blogjai
- Lelkigyakorlatok (Sirokai Mátyással közösen)
- Beat Testvérek (Sirokai Mátyással közösen)
- Saját Holmi (Sirokai Mátyással közösen)
- Piros delfinek
- Sorok a porban
- Egyenes labirintus
- Jazz Icons